# Карташихина улица
Карташи́хина улица — улица в Василеостровском районе Санкт-Петербурга. Проходит от Среднегаванского проспекта до Малого проспекта Васильевского острова.

## История
Название Карташихина улица известно с 1796 года, происходит от фамилии домовладелицы И. М. Карташевой, прозванной Карташихой. Первоначально в 1812—1846 годы улица носила название 6—7-я линии Галерной Гавани. Параллельно существовало название Карташевская улица. В 1903 году в состав улицы включена Зорькина улица (названая в 1828 году по фамилии домовладельца).

## Достопримечательности
- Дом № 1—3 — подворье Пюхтицкого Успенского монастыря с церковью Тихвинской иконы Божией Матери. Церковь построена в 1903—1906 годах по проекту зодчего В. Н. Боброва, перестроена им же в 1929 году под промтоварный магазин, известный в районе как «Гаванский универмаг». В настоящее время в здании располагается бизнес-центр[2].  781410046490005

- Шкиперский сад

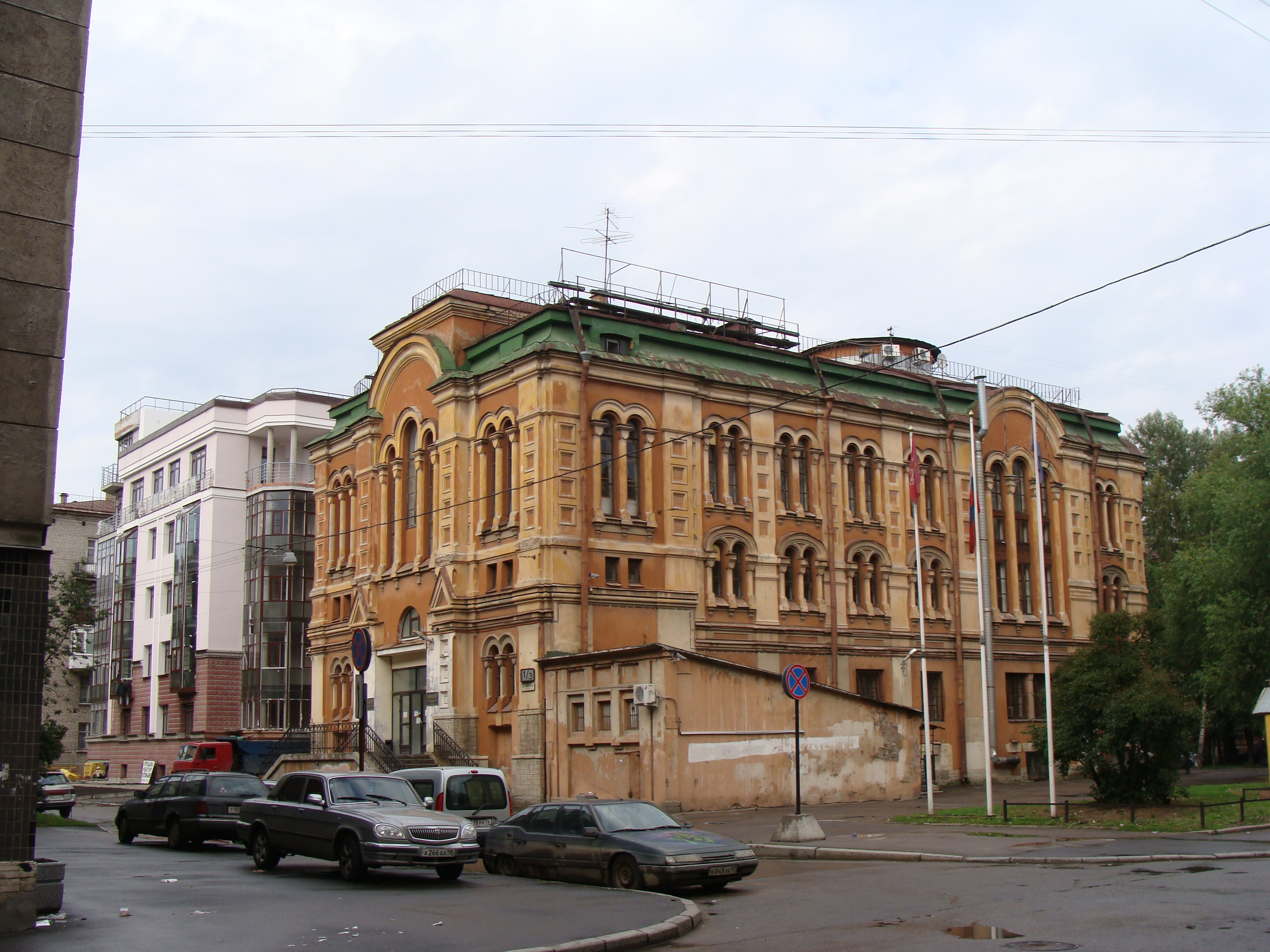
Бывшая Тихвинская церковь

- Дом № 6 — шестиэтажный доходный дом 1913 года постройки, арх. Леон Богусский[3].
- Дом № 13 — доходный дом Арнгольдта, 1909 г., арх. Василий Шауб. Здание было отремонтировано в 1963 году, фасады переоформили в стиле сталинской архитектуры[3].
- Дом № 20 — доходный дом Иванова, 1912 г., арх. техник Александр Гаврилов[3].